# Дуб (Котор)
Дуб је насеље у општини Котор у Црној Гори. Према попису из 2003. било је 248 становника (према попису из 1991. било је 205 становника).
Село се налази у области Грбаљ.

## Демографија
У насељу Дуб живи 182 пунолетна становника, а просечна старост становништва износи 36,5 година (37,5 код мушкараца и 35,6 код жена). У насељу има 66 домаћинстава, а просечан број чланова по домаћинству је 3,76.
Становништво у овом насељу веома је хетерогено, а у последња три пописа, примећен је пораст у броју становника.
|  |

| Демографија | Демографија | Демографија |
| Година      | Становника  | Становника  |
| ----------- | ----------- | ----------- |
|             |             |             |
|             |             |             |
|             |             |             |
|             |             |             |
| 1948.       | 185         |             |
| 1953.       | 168         |             |
| 1961.       | 193         |             |
| 1971.       | 154         |             |
| 1981.       | 152         |             |
| 1991.       | 205         | 204         |
| 2003.       | 249         | 248         |
|             |             |             |

| Етнички састав према попису из 2003.‍ | Етнички састав према попису из 2003.‍ | Етнички састав према попису из 2003.‍ | Етнички састав према попису из 2003.‍ | Етнички састав према попису из 2003.‍ |
| ------------------------------------ | ------------------------------------ | ------------------------------------ | ------------------------------------ | ------------------------------------ |
|                                      |                                      |                                      |                                      |                                      |
| Срби                                 | Срби                                 |                                      | 160                                  | 64,51%                               |
| Црногорци                            | Црногорци                            |                                      | 52                                   | 20,96%                               |
| Муслимани                            | Муслимани                            |                                      | 7                                    | 2,82%                                |
| Хрвати                               | Хрвати                               |                                      | 5                                    | 2,01%                                |
| Словенци                             | Словенци                             |                                      | 1                                    | 0,40%                                |
| непознато                            | непознато                            |                                      | 0                                    | 0,0%                                 |

| Година пописа     | 1948. | 1953. | 1961. | 1971. | 1981. | 1991. | 2003. |
| ----------------- | ----- | ----- | ----- | ----- | ----- | ----- | ----- |
| Број домаћинстава | 41    | 37    | 44    | 32    | 35    | 53    | 66    |

| Број чланова      | 1  | 2  | 3  | 4  | 5  | 6  | 7 | 8 | 9 | 10 и више | Просек |
| ----------------- | -- | -- | -- | -- | -- | -- | - | - | - | --------- | ------ |
| Број домаћинстава | 66 | 10 | 10 | 11 | 12 | 11 | 7 | 3 | 1 | 0         | 1      |

| Пол    | Укупно | Неожењен/Неудата | Ожењен/Удата | Удовац/Удовица | Разведен/Разведена | Непознато |
| ------ | ------ | ---------------- | ------------ | -------------- | ------------------ | --------- |
| Мушки  | 93     | 21               | 63           | 3              | 2                  | 4         |
| Женски | 102    | 26               | 63           | 10             | 1                  | 2         |
| УКУПНО | 195    | 47               | 126          | 13             | 3                  | 6         |

| Пол    | Укупно                    | Пољопривреда, лов и шумарство | Рибарство                            | Вађење руде и камена | Прерађивачка индустрија       |
| ------ | ------------------------- | ----------------------------- | ------------------------------------ | -------------------- | ----------------------------- |
| Мушки  | 41                        | 1                             | 0                                    | 0                    | 1                             |
| Женски | 25                        | 0                             | 0                                    | 0                    | 1                             |
| УКУПНО | 66                        | 1                             | 0                                    | 0                    | 2                             |
| Пол    | Производња и снабдевање   | Грађевинарство                | Трговина                             | Хотели и ресторани   | Саобраћај, складиштење и везе |
| Мушки  | 0                         | 1                             | 9                                    | 5                    | 9                             |
| Женски | 1                         | 0                             | 9                                    | 4                    | 0                             |
| УКУПНО | 1                         | 1                             | 18                                   | 9                    | 9                             |
| Пол    | Финансијско посредовање   | Некретнине                    | Државна управа и одбрана             | Образовање           | Здравствени и социјални рад   |
| Мушки  | 0                         | 0                             | 6                                    | 0                    | 3                             |
| Женски | 0                         | 0                             | 2                                    | 2                    | 3                             |
| УКУПНО | 0                         | 0                             | 8                                    | 2                    | 6                             |
| Пол    | Остале услужне активности | Приватна домаћинства          | Екстериторијалне организације и тела | Непознато            | Непознато                     |
| Мушки  | 5                         | 0                             | 0                                    | 1                    | 1                             |
| Женски | 2                         | 0                             | 0                                    | 1                    | 1                             |
| УКУПНО | 7                         | 0                             | 0                                    | 2                    | 2                             |